# Paraliparis duhameli
Paraliparis duhameli is een straalvinnige vissensoort uit de familie van snotolven (Cyclopteridae). De wetenschappelijke naam van de soort is voor het eerst geldig gepubliceerd in 1994 door Andriashev.